# Ganoderma turbinatum
Ganoderma turbinatum är en svampart som beskrevs av Ipulet & Ryvarden 2005. Ganoderma turbinatum ingår i släktet Ganoderma och familjen Ganodermataceae.   Inga underarter finns listade i Catalogue of Life.